# Can Regàs (Tiana)

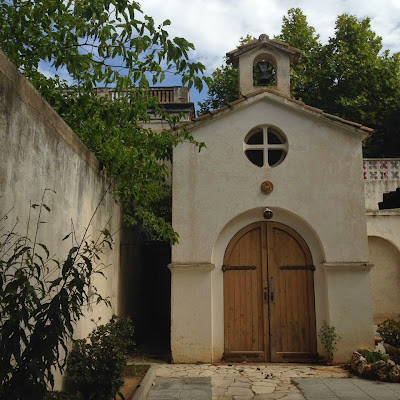
Capella Can Regàs

Can Regàs és una antiga casa residencial de Tiana que va pertànyer a la família Regàs. L'edifici principal és una casa d'estiueig de finals del segle XIX, que l'industrial Miquel Regàs i Ardèvol va adquirir i ampliar durant els anys 30 del segle XX amb elements singulars com un pati porxat de tipus claustre i una capella privada. La capella, construïda a finals de 1939 després de la Guerra Civil, era un petit edifici exempt situat al jardí, adjacent a la casa principal. La tradició familiar n'atribueix el disseny a l'arquitecte noucentista Raimon Duran i Reynals (reconegut per obres com l'Estació de França), però un estudi tècnic de la Generalitat indica que l'autor del projecte va ser l'arquitecte Lluís Riudor i Carol (1906-1989). La capella presentava un estil historicista propi de l'època de postguerra, amb volta d'absis i decoració pictòrica interior de caràcter noucentista. El pintor Josep Obiols i Palau hi va realitzar murals decoratius l'any 1941, tot i que aquestes pintures van quedar tapades per successives capes de guix i pintura al llarg del temps. A l'altar hi presidia originàriament una imatge de fusta de l'arcàngel Sant Miquel, obra de l'escultor Joan Borrell Nicolau. Aquesta escultura, així com les pintures murals, van conferir un notable valor artístic a la capella en el moment de la seva inauguració.

## Miquel Regàs Ardévol i el llegat de la finca
Miquel Regàs i Ardèvol (mort el 1965) fou un empresari barceloní conegut per haver estat gerent de l'Hotel Colón de Barcelona. Va utilitzar la casa de Tiana com a residència d'estiueig familiar durant dècades, i fou ell qui impulsà la construcció de la capella privada per la seva devoció religiosa. En el seu testament, Regàs va llegar la finca (casa i capella) a la congregació dels Frares de Sant Felip Neri –orde religiosa de la qual era devot– amb la condició expressa que no es vengués la propietat i que es destinés a una casa de repòs per a gent gran humil. Aquest llegat pretenia donar un ús benèfic a Can Regàs després de la seva mort. Tanmateix, la voluntat testamentària no es va complir: els anomenats frares filipons inicialment van utilitzar la finca com a casa de colònies d'estiu, però al cap de pocs anys la van vendre, passant així la propietat a mans privades. Aquest traspàs va suposar que la finca deixés de tenir un ús comunitari o religiós.

## Importància cultural i personal per a Rosa Regàs
La casa de Can Regàs té un gran valor sentimental i cultural per a la família Regàs, especialment per a l'escriptora Rosa Regàs i Pagès, neta de Miquel Regàs. Rosa Regàs hi va passar tots els estius de la seva infantesa junt amb els seus avis i germans, experiències que més tard impregnaren la seva obra literària. En la novel·la “Luna Lunera” (1999, premi Ciutat de Barcelona), l'autora recrea de manera fictícia els estius viscuts a Tiana durant els anys 40, a través dels ulls d'una nena que relata les vivències amb els seus quatre germans a la casa del seu avi. Aquesta obra evoca els records entranyables de l'autora al poble i a la finca, convertint Can Regàs en escenari literari. Rosa Regàs ha manifestat públicament que els estius a Tiana van marcar profundament la seva vida: “Els estius de la meva infància els he passat aquí i això marca molt” – declarà en una visita al poble després de dècades d'absència. L'escriptora va tornar a Tiana el gener de 2014, cinquanta anys després de la seva darrera estada, en el marc d'un acte cultural local. Durant aquesta visita nostàlgica, va poder contemplar de nou la casa familiar (que ara trobava molt transformada). Les vivències i opinions de Rosa Regàs han contribuït a destacar la importància cultural de Can Regàs en la memòria col·lectiva, més enllà del seu valor arquitectònic.

## Conflicte urbanístic i iniciatives de salvaguarda de la capella
El destí de Can Regàs –i en particular de la seva capella– es va veure transformada pels plans urbanístics de l'Ajuntament de Tiana a inicis de la dècada de 2010. En el marc d'un projecte per obrir un nou vial que connectés el Passeig de la Vilesa amb l'avinguda Isaac Albéniz (eliminant el famós doble revolt al centre del poble), el consistori va preveure l'enderroc de la casa de Can Guardiola i l'ocupació de part dels jardins de Can Regàs (amb la capella inclosa), així com de la veïna Can Raspall. Aquesta obra viària —projectada originalment el 1909 però llargament posposada— implicava traçar una carretera rectilínia de 95 metres sobre terrenys de les finques esmentades. A finals de 2014, davant l'anunci de l'enderroc imminent, va sorgir la mobilització ciutadana per salvar el patrimoni afectat. Un grup de veïns constituït sota el nom “La Tiana del segle XXI” va encapçalar les protestes, recollint més de 300 signatures per demanar a l'Ajuntament l'aturada de l'enderroc de Can Guardiola i de la part dels jardins de Can Regàs on s'ubica la capella. Els portaveus veïnals alertaven que la nova carretera no només suposaria la demolició de la casa deshabitada de Can Guardiola, sinó també la desaparició de la capella situada dins el jardí de Can Regàs. Els veïns reclamaven obrir un debat públic sobre el projecte i fins i tot plantejaven una consulta ciutadana, atès el valor històric i identitari del cèlebre “doble revolt” que es pretenia rectificar. Paral·lelament a la recollida de signatures, la plataforma Tiana XXI va engegar una campanya d'instàncies populars: es facilità un model d'escrit perquè, a títol individual, molts ciutadans registressin peticions formals sol·licitant la suspensió immediata de l'enderroc i la protecció patrimonial de les finques afectades. En concret, s'instava a incloure Can Guardiola i Can Regàs al Catàleg Municipal de Patrimoni i a estudiar alternatives urbanístiques que preservessin els elements històrics. Les obres es van dur finalment a terme a inicis de 2015: Can Guardiola fou enderrocada i es va obrir el nou tram de carretera. Pel que fa a Can Regàs, es va procedir a l'expropiació parcial dels seus jardins, i la capella fou derruïda.